# Chaki Wardak
Chaki Wardak é um distrito da província de Wardak, no Afeganistão. É habitado pela tribo Wardak dos Pashtuns.